# Konservatorska palača, Rim
Konservatorska palača (izvirno italijansko Palazzo dei Conservatori) je renesančna stavba v Rimu, ki stoji na Kapitolskem trgu (Piazza del Campidoglio), zahodno od Rimskega foruma.
Med 13. stoletjem in letom 1870, koncem papeške vladavine v mestu, so conservatori oblikovali posvetno mestno vlado Rima, danes primerljivo z izvoljenim magistratom. Bili so v nenehnem konfliktu s papeštvom za nadvlado v mestu. V času Rimskega cesarstva se je triumfalna povorka končala na Kapitolskem trgu, trg je bil povezan s forumom.
V srednjem veku je bila Konservatorska palača sedež sodstva. 25. marca 1957 so Rimski sporazum o ustanovitvi Evropske gospodarske skupnosti in Evropske skupnosti za atomsko energijo, v dvorani Horatier in Curiatier podpisali Belgija, Zvezna republika Nemčija, Francija, Italija, Luksemburg in Nizozemska.

## Zgodovina gradnje
Okoli leta 1537 je Michelangelo dobil naročilo, da preoblikuje Kapitolski trg. Na trgu sta bili tabulatorium (palača senatorjev) in konservatorska palača, ki sta stali  pod kotom 80 stopinj. Palača je že imela neprekinjeno arkado, katere oboki so prevladovali na fasadi. Trg proti zahodu je mejil na cerkev Santa Maria in Aracoeli, ki se je prav tako dvigala nad vsem na hribu.
Kot prvi ukrep je Michelangelo leta 1538 zasnoval podstavek za konjeniški kip Marka Avrelija in s tem načrtoval prenovo stavb in trga. Stopnišče, Cordonata, vodi navzgor na Kapitolski grič in na Kapitolski trg, na koncu katerega je Senatska palača. Michelangelo je Konservatorsko palačo primerjal z zrcalno zgradbo nasproti, Palazzo Nuovo, ne da bi imel idejo o njeni uporabi. Nova zgradba je ustvarila trapez, katerega dojemanje je Michelangelo otežil z veliko prefinjenosti. Tako je na Senatski palači dodal stranske, simetrične rizalite, ki se nagibajo približno 4 stopinje v stranske palače. Novi kraki na sprednji strani Konservatorske palače so bistveno ožji od tistih, ki so obrnjeni na trg. Če bi širina sprednje strani obokov veljala za kvadratne krake, bi fasado označilo 9 namesto 7 obokov. Kdor vstopi na trg iz Cordonate, komaj opazi nagib stavb.
Konservatorska palača je strukturirana v kolosalnem redu, v katerem sta dve nadstropji združeni z ogromnimi korintskimi pilastri. Portik, ki nima oboka, ampak okvir, katerega ozke stranske krake so pod papežem Aleksandrom VII. podvojili, podpirajo jonski stebri. Michelangelo je dosledno načrtoval edikularna okna s segmentiranim podoknom in majhnim balkonom spredaj. Veliko osrednje okno s trikotnim zatrepom je pozneje dodal Giacomo della Porta, ki je s tem poudaril navpični vidik v prid centriranju osrednje osi.
Na prejetih risbah Maartena van Heemskercka okoli leta 1555 je razvidno, da je bilo dvoramno stopnišče v Senatski palači dokončano v času Michelangelovega življenja, vodnjak je bil dodan pozneje. Prvi arkadni oboki Konservatorske palače so bili že obnovljeni. Končana je bila tudi Cordonata. Delo na palači se je končalo pod Michelangelovim naslednikom Giacomo della Porta.
Leta 1655 sta po naročilu papeža Inocenca X., Girolamo in Carlo Rainaldi zgradila Muzejsko palačo, ki je kopija le-te.
Tlakovanje trga se je zgodilo v 20. stoletju v času Mussolinijeve diktature.

## Kapitolski muzeji
Kapitolski muzeji (Musei Capitolini) hranijo najstarejšo javno zbirko umetnin na svetu. 
V Konservatorski palači se danes nahaja muzej in galerija primarno umetniških del iz Stare Grčije in Rima, med konservatorskimi dvoranami je zlasti znana prva dvorana Horacijev in Kuracijev, a se v Kapitolski pinakoteki nahajajo tudi dela iz poznejših obdobij.
V muzejski palači je poleg muzejskih zbirk tudi sedež Kapitolskih muzejev. Muzej je v Konservatorski palači ustanovil papež Sikst IV., leta 1471, zbirke pa so za njim dopolnili še papeži Pij V., Klemen XII., Benedikt XIV., Klemen VIII. in Pij VI. 